# The Andrews Sisters
The Andrews Sisters byla americká vokální skupina, zpívající v těsné harmonii. Tvořily ji sestry LaVerne Sophia Andrews (kontraalt, 6. července 1911 – 8. května 1967), Maxene Angelyn Andrews (soprán, 3. ledna 1916 – 21. října 1995) a Patricia Marie Andrews (zvaná Patty) (mezzosoprán, 16. února 1918 – 30. ledna 2013, vedoucí hlas). Všechny se narodily v Minnesotě řeckému imigrantovi Peteru Andreasovi a Američance norského původu Olze Bergliot Pedersdatter Sollie. Specializovaly se na swing a boogie-woogie, ale zpívaly i různé jiné styly. Patty byla blondýna, Maxene bruneta a LaVerne zrzavá.
1. října 1987 jim byla zřízena hvězda na Hollywoodském Walk of Fame. Maxene a Patty tam spolu zazpívaly pro kamery několik taktů ze své Beer Barrel Polka.

## Alba
- Bei Mir Bist Du Schoen (1937)
- I'll Be with You in Apple Blossom Time (1941)
- Boogie Woogie Bugle Boy (1941)
- Don't sit under the Apple Tree (1942)
- Rum and Coca-Cola (1944)
- Underneath the Arches (1948)
- Here Comes Santa Claus (1950)

## Filmografie
- Argentine Nights (1940)
- In the Navy (1941)
- Hold That Ghost (1941)
- Buck Privates (1941)
- What's Cookin'? (1942)
- Private Buckaroo (1942)
- Give Out, Sisters (1942)
- How's About It (1943)
- Always a Bridesmaid (1943)
- Swingtime Johnny (1944)
- Moonlight and Cactus (1944)
- Follow the Boys (1944)
- Hollywood Canteen (1944)
- Her Lucky Night (1945)
- Make Mine Music (1956)
- Road to Rio (1947)
- Melody Time (1948)